# Willi Mentz
Willi Bruno Mentz (Schönhagen, 30 aprile 1904 – Niedermeien, 25 giugno 1978) è stato un militare tedesco, SS-Unterscharführer perpetratore dell'Olocausto durante la seconda guerra mondiale, operò nel campo di sterminio di Treblinka durante l'Operazione Reinhard in Polonia. Mentz fu conosciuto come Frankenstein nel campo.

## Contesto storico
Nato a Schönhagen, Mentz entrò a far parte del NSDAP nel 1932. Lavorò come operaio di segheria e lattaio prima di entrare a far parte di un distaccamento di polizia. Nel 1940, in seguito allo scoppio della guerra, lavorò con mucche e maiali nel centro di sterminio di Grafeneck nel corso dell'Aktion T4, e nel 1941 fu trasferito all'impianto di gasazione di Hadamar dove lavorò nell'orto fino all'inizio dell'estate 1942. Nel 1942 Mentz fu inviato al campo di sterminio di Treblinka e vi prestò servizio fino al novembre 1943. Lavorò nel Lazaret, la stazione di sterminio del Vernichtungslagere Treblinka II, nel campo Arbeitslager I come sovrintendente del commando agricolo dei prigionieri (in tedesco: Landwirtschaftskommando).
Il Totenlager Treblinka II fu costruito durante l'Operazione Reinhard e fu operativo tra il 23 luglio 1942 e il 19 ottobre 1943, segnando la fase più micidiale della soluzione finale. Durante questo periodo, più di 800 000 ebrei tra uomini, donne e bambini morirono nelle camere a gas. Altre stime del numero di uccisi a Treblinka superano il 1 000 000 di persone.

## Lo "sparatore" di Treblinka
A Treblinka, Mentz fu subordinato all'SS-Unterscharführer August Miete. Al suo arrivo, fu incaricato dall'SS-Sturmbannführer Christian Wirth di supervisionare l'uccisione degli ebrei nel cosiddetto Lazaret, una finta infermeria circondata dal recinto di filo spinato dove venivano portati i malati, i vecchi, i feriti e i nuovi arrivi "difficili" direttamente dai treni dell'Olocausto.
La stazione di sterminio di Lazaret fu mascherata con la bandiera della Croce Rossa. Mentz, per ingannare i prigionieri, fu solito indossare un camice bianco da dottore facilmente riconoscibile. Le sue vittime furono portate dietro la caserma, ai margini di uno scavo profondo sette metri dove i cadaveri dei prigionieri bruciavano. Furono giustiziati mentre affrontavano l'inferno, Mentz sparò a migliaia di ebrei alla nuca e spinse i loro corpi tra le fiamme. Fu noto come "Frankenstein" dai prigionieri, uno dei sorveglianti più temuti dalle brigate di lavoro.
Secondo una fonte: "L'unica cosa certa è che il numero di ebrei che ha ucciso da solo dai trasporti raggiunge le migliaia". Nel dicembre 1943 Mentz fu inviato per un breve periodo al campo di sterminio di Sobibor.
Dopo Sobibor, Mentz prestò servizio in Italia durante l'Aktion R (nota come SS Task Force R), cioè l'uccisione di ebrei e partigiani in loco. Dopo il 1945 tornò a lavorare come mastro lattaio nella Germania Ovest. Fu arrestato e accusato di complicità nell'omicidio di massa di 700 000 ebrei durante il primo dei processi di Treblinka nel 1965 dove fu condannato all'ergastolo. Il 31 marzo 1978 fu scarcerato per problemi di salute e morì il 25 giugno 1978 a Niedermeien.